# Sékou Mara
Pour les articles homonymes, voir Mara.
Sékou Mara, né le 30 juillet 2002 à Paris, est un footballeur français. Il évolue au poste d'avant-centre au RC Strasbourg.

## Biographie

### Jeunesse
Sékou Mara naît le 30 juillet 2002 à Paris. Il est le fils de la journaliste Audrey Crespo-Mara et d'un entrepreneur sénégalais, Aliou Mara.

### Carrière sportive

#### Girondins de Bordeaux (2020-2022)
Il inscrit son premier but  pour les Girondins de Bordeaux en Ligue 1 le 2 mai 2021, lors de la réception du Stade rennais pour le compte de la 35e journée du championnat, permettant à son équipe de remporter trois points précieux dans la course au maintien.

#### Southampton (2022-2024)
Le 25 juillet 2022, alors que les Girondins de Bordeaux sont relégués en National par la DNCG en première instance, il signe au Southampton FC contre la somme de 11 millions d'euros (plus deux de bonus). Ce transfert est déterminant lors du passage en appel du club devant le CNOSF qui prononce un avis favorable au maintien de Bordeaux en Ligue 2. Le 27 juillet 2022, son club formateur est finalement maintenu en Ligue 2 par le comité exécutif de la FFF.
Il vit une première saison difficile en Angleterre, Southampton enchaînant rapidement les mauvais résultats et s'engluant à la dernière place du championnat. Son équipe ne compte que six victoires à son actif au terme de la saison et est reléguée en deuxième division. Sur le plan personnel, il participe à 22 rencontres de Premier League, pour seulement 4 titularisations, 1 but inscrit et 2 passes décisives délivrées.
En Championship, Southampton se mêle progressivement à la lutte pour la montée. Joueur de rotation, Sékou Mara ne parvient pas à s'imposer de manière pérenne dans le onze de départ, s'il participe à 28 rencontres de championnat, il n'en débute que 4, pour 3 buts inscrits et 2 passes décisives délivrées. Southampton retrouve la Premier League au terme de cette saison 2023-2024.

#### RC Strasbourg-Alsace (depuis 2024)
Le 21 août 2024, il rejoint le RC Strasbourg pour un montant de 12M€ avec un contrat de 5 ans à la clé. Il ouvre son compteur de but avec son nouveau club au Parc des Princes contre le Paris Saint-Germain Football Club le 19 octobre 2024 (8e journée, défaite 4-2) et adresse également une passe décisive ce soir-là.

## Statistiques
| Saison                | Club                  | Championnat           | Championnat | Championnat | Championnat | Coupe nationale | Coupe nationale | Coupe nationale | Coupe de la Ligue | Coupe de la Ligue | Coupe de la Ligue | Compétition(s) continentale(s) | Compétition(s) continentale(s) | Compétition(s) continentale(s) | Compétition(s) continentale(s) | Total | Total | Total |
| Saison                | Club                  | Division              | M.          | B.          | P.d.        | M.              | B.              | P.d.            | M.                | B.                | P.d.              | Comp.                          | M.                             | B.                             | P.d.                           | M.    | B.    | P.d.  |
| 2020-2021             | Girondins de Bordeaux | Ligue 1               | 8           | 1           | 2           | 1               | 0               | 0               | -                 | -                 | -                 | -                              | -                              | -                              | -                              | 9     | 1     | 2     |
| 2021-2022             | Girondins de Bordeaux | Ligue 1               | 26          | 6           | 0           | 1               | 0               | 2               | -                 | -                 | -                 | -                              | -                              | -                              | -                              | 27    | 6     | 2     |
| Sous-total            | Sous-total            | Sous-total            | 34          | 7           | 2           | 2               | 0               | 2               | -                 | -                 | -                 | -                              | 0                              | 0                              | 0                              | 36    | 7     | 4     |
| 2022-2023             | Southampton FC        | Premier League        | 23          | 1           | 2           | 2               | 0               | 1               | 5                 | 1                 | 0                 | -                              | -                              | -                              | -                              | 30    | 2     | 3     |
| 2023-2024             | Southampton FC        | Championship          | 29          | 3           | 2           | 4               | 3               | 0               | 1                 | 0                 | 0                 | -                              | -                              | -                              | -                              | 34    | 6     | 2     |
| Sous-total            | Sous-total            | Sous-total            | 52          | 4           | 4           | 6               | 3               | 1               | 6                 | 1                 | 0                 | -                              | 0                              | 0                              | 0                              | 64    | 8     | 5     |
| 2024-2025             | RC Strasbourg         | Ligue 1               | 25          | 1           | 1           | 2               | 2               | 0               | -                 | -                 | -                 | -                              | -                              | -                              | -                              | 27    | 3     | 1     |
| Total sur la carrière | Total sur la carrière | Total sur la carrière | 111         | 12          | 7           | 10              | 5               | 3               | 6                 | 1                 | 0                 | -                              | 0                              | 0                              | 0                              | 127   | 18    | 10    |

## Palmarès
Il remporte le Tournoi Maurice Revello en 2022 avec l’équipe de France espoir, où il termine meilleur buteur et second meilleur joueur du tournoi,.